# Hermann Thimig
Hermann Thimig (Hermann Friedrich August Thimig; Viena, 3 de outubro de 1890 – 7 de julho de 1982) foi um ator de cinema austríaco. Atuou em 102 filmes entre 1916 e 1967.

## Filmografia selecionada
- 1916: Die Gräfin Heyers
- 1917: Tragödie eines Staatsanwalts
- 1917: Ossis Tagebuch
- 1918: Auf Probe gestellt
- 1961: Frau Irene Besser
- 1962: Romanze in Venedig
- 1962: Die vergessenen Jahre
- 1967: Der Arzt wider Willen